# 다니엘 린드스트룀
다니엘 린드스트룀(Daniel Lindström, 1978년 1월 30일 ~ )은 스웨덴의 가수로, 《아이돌》 첫 번째 시즌의 우승자이다.